# Santiniketan

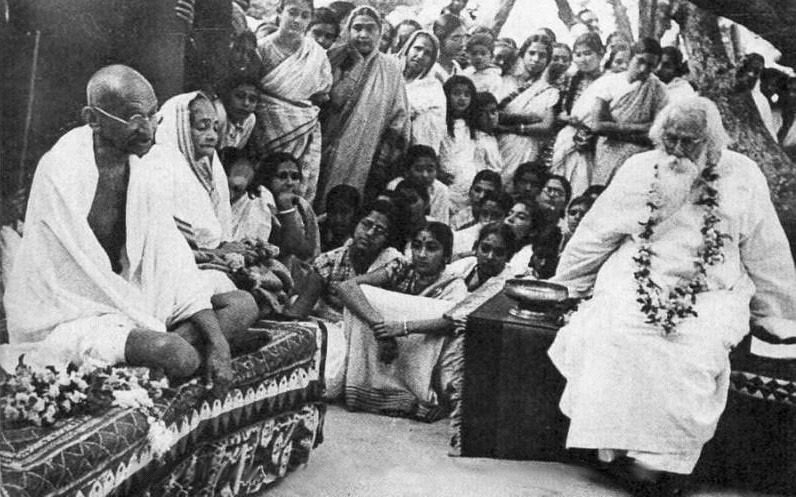
Rabindranath Tagore met Mahatma Gandhi en Kasturba Gandhi in 1940 in Santiniketan

Santiniketan, ook Shantiniketan, (Bengaals: শান্তিনিকেতন, Hindi: शान्तिनिकेतन) is een wijk van het stadje Bolpur in de Indiase staat West-Bengalen aan twee zijden grenzend aan rivieroevers van respectievelijk de Ajay en de Kopai. Santiniketan ligt in het district Birbhum, zo'n 150 km ten noorden van Kolkata.
De site werd in 1863 opgericht door Debendranath Tagore, een Indiaas filosoof die een stuk grond van acht hectare kocht er zijn ashram creêerde met een gastenverblijf. Hij noemt het de Verblijfplaats van de Vrede (Shanti-niketan). Zijn zoon Rabindranath Tagore, een bekende Bengaalse dichter en latere winnaar van de Nobelprijs voor Literatuur in 1913, bouwde er vanaf 1901 de site verder uit en richtte op die plaats een openluchtschool op, waarvan de pedagogiek - natuurlijk en Montessoriaans - aanzienlijk verschilde van de methoden van die tijd. 
In 1921 werd vanuit de school een universiteit opgericht, de werelduniversiteit die de eenheid van de mens of Visva Bharati erkent. De Visva Bharati University trok ook veel Bengaalse en Santali-intellectuelen en kunstenaars aan. Zelfs vandaag de dag lijkt Santiniketan meer op een uitgestrekte campus, waar academische en artistieke activiteiten, zoveel mogelijk in de buitenlucht, de vrije loop worden gelaten in een ontspannen en rustig tempo. Volgens het Human Development Report voor Birbhum in 2009 trok Santiniketan jaarlijks 1,2 miljoen toeristen.
Het burgerlijk bestuur en de winkels bevinden zich in het twee kilometer zuidelijker gelegen stadscentrum van Bolpur, waar ook het treinstation is gelegen.
Op 17 september 2023, tijdens de 45e zitting van de Commissie voor het Werelderfgoed in Riyad werd een deel van de Santiniketan-site erkend als  UNESCO werelderfgoed en ingeschreven als cultuurerfgoed op de werelderfgoedlijst. De motivatie van de commissie voor het Werelderfgoed luidde: "Santiniketan, opgericht op het platteland van West-Bengalen in 1901 door de beroemde dichter en filosoof Rabindranath Tagore, was een residentiële school en centrum voor kunst gebaseerd op oude Indiase tradities en een visie op de eenheid van de mensheid die religieuze en culturele grenzen overstijgt. In 1921 werd in Santiniketan een 'werelduniversiteit' opgericht, die de eenheid van de mensheid of "Visva Bharati" erkende. In tegenstelling tot de heersende Britse koloniale architecturale oriëntaties van het begin van de 20e eeuw en van het Europese modernisme, vertegenwoordigt Santiniketan benaderingen van een pan-Aziatische moderniteit, gebaseerd op oude, middeleeuwse en volkstradities uit de hele regio."

## Geboren
- Amartya Sen (1933-) Indiaas econoom en filosoof, winnaar van de Prijs van de Zweedse Rijksbank voor economie

Grotten van Ajanta · Grotten van Ellora · Fort van Agra · Taj Mahal · Zonnetempel van Konárak · Monumentengroep bij Mahabalipuram · Nationaal park Kaziranga · Wildpark Manas · Nationaal Park Keoladeo · Kerken en kloosters van Goa · Monumentengroep bij Khajuraho · Monumentengroep bij Hampi · Fatehpur Sikri · Monumentengroep bij Pattadakal · Grotten van Elephanta · Chola-tempels · Nationaal park Sundarbans · Nationale parken Nanda Devi en Bloemenvallei · Boeddhistische monumenten bij Sanchi · Humayuns tombe, Delhi · Qutb Minar en zijn monumenten, Delhi · Bergspoorwegen van India · Mahabodhitempel · Rotsschuilplaatsen van Bhimbetka · Archeologisch park Champaner-Pavagadh · Chhatrapati Shivaji Terminus (voormalig Victoria Station) · Rode Fortcomplex · Heuvelforten van Rajasthan · Rani ki vav (the Queen’s Stepwell) in Patan, Gujarat · Nationaal park Great Himalayan · Nationaal park Khangchendzonga · Architecturaal werk van Le Corbusier (Hoofdstedelijk gebouwencomplex van Chandigarh) · Archeologische site Nalanda Mahavihara (universiteit van Nalanda) in Nalanda, Bihar · Historische stad Ahmadabad · Ensembles van neogotiek en art deco in Mumbai · De stad Jaipur, Rajasthan · Kakatiya Rudreshwara (Ramappatempel) · Dholavira: een stad van de Harappabeschaving · Moidams - het grafheuvelsysteem van de Ahomdynastie
- Library of Congress Control Number: n82051143
- Nationale Bibliotheek van Israël: 987007564440605171
- Virtual International Authority File: 139574411